# Coda (The Walking Dead)
Coda é o oitavo episódio e o mid-season finale da quinta temporada da série de televisão do gênerro terror e drama pós-apocalíptico The Walking Dead. Foi exibido originalmente na AMC, nos Estados Unidos, em 30 de novembro de 2014, e no Brasil no canal Fox Brasil, em 1 de dezembro do mesmo ano. Foi escrito por Angela Kang e seu diretor foi Ernest Dickerson.
O episódio é marcado pela morte da personagem Beth Greene, interpretada pela atriz Emily Kinney, depois de 35 episódios em que a personagem esteve presente na série. Beth Greene foi a única personagem do grupo principal de The Walking Dead que não teve conhecimento sobre Terminus, além de ser a segunda pessoa da família Greene a morrer numa mid-season finale de forma consecutiva. Além da morte da personagem, o episódio também exibiu a última aparição de outros de menor destaque, como Oficial Dawn Lener, Sargento Bob Lamson e Diretor O'Donnell, interpretados pelos atores Christine Woods, Maximiliano Hernández e Ricky Wayne, respectivamente. Também é marcado pela segunda aparição do ator Lennie James na série sem ser creditado, já que seu personagem, Morgan Jones, aparece em uma cena pós-créditos.

## Enredo
O episódio se inicia com Sargento Bob Lamson (Maximiliano Hernández) tentando fugir depois de deixar Sasha (Sonequa Martin-Green) atônita. Ele é perseguido por Rick Grimes (Andrew Lincoln), que está em um carro da polícia. Rick dá diversas ordens para que Lamson pare de fugir, até que o atropela com o carro e o imobiliza, ferindo-o gravemente. Lamson tenta se desculpar com Rick e implora para que ele o leve de volta para o hospital. No entanto, Rick não o perdoa e executa Lamson no local. Ao voltar para o resto do grupo, Rick e os demais reféns, os Oficiais  Shepherd (Teri Wyble) e Licari (Christopher Matthew Cook), concordam em inventar uma história de que Lamson foi morto por zumbis, já que todos sabem que Dawn Lener (Christine Woods) se mostrará menos disposta a negociar a troca de reféns se soubesse que Lamson foi morto por Rick.
No hospital, Dawn Lener mostra-se preocupada após tentar comunicar-se com Lamson e os demais oficias, sem obter respostas. Os outros oficiais começam a perder a confiança na liderança de Dawn. Dawn Lener inicia uma conversa com Beth Greene (Emily Kinney), contando a ela sobre Hanson, o oficial que a ensinou a ser o que ela é hoje, e dizendo a Beth que sabe que ela já conhecia Carol (Melissa McBride antes de ela chegar ao hospital. No entanto, Beth e Dawn Lener são surpreendidas pela chegada de Diretor O'Donnell (Ricky Wayne), que ouviu toda a conversa entre as duas mulheres. O'Donnell confronta Dawn Lener, dizendo-lhe que ele e os outros oficiais estão começando a pensar que ela está se tornando instável como Hanson também era. Dawn Lener argumenta que ela ainda acredita na capacidade de ajudar as pessoas, enquanto O'Donnell e os outros oficiais foram lentamente se transformando em monstros que abusam regularmente dos pacientes. Dawn e O'Donnell, em seguida, travam uma briga corporal, e O'Donnell ganha vantagem sobre Dawn Lener. Beth, que observa o conflito, adentra na situação e empurra O'Donnell para baixo de um poço de elevador, matando-o. Dawn Lener lhe agradece pelo que ela fez. Em outro momento, enquanto está no quarto de Carol, Beth percebe que Dawn não é tão diferente de Dr. Edwards (Erik Jensen), na medida em que ela usa outras pessoas para conseguir o que quer, como ela usou Beth para eliminar Gorman e O'Donnell, que eram ameaças à sua posição. Beth diz a Dawn Lener que ela está "doente" do sistema do hospital, onde pessoas se aproveitam um do outro, e garante que um dia ela vai escapar dali assim como fez Noah (Tyler James Williams). Durante a conversa, Carol, que ainda está inconsciente, começa a acordar.
De volta à igreja, Gabriel (Seth Gilliam) continua a andar no bosque indo em direção à escola. Ele vê a perna de Bob, ainda na assadeira onde estava sendo assada. No entanto, os zumbis presos dentro da escola conseguem sair, e passam a perseguir Gabriel de volta à igreja, onde ele é encurralado contra a porta da frente. Ao ouvir os gritos de Gabriel pedindo ajuda, Carl Grimes (Chandler Riggs) e Michonne (Danai Gurira) quebram as fortificações de vedação da porta da frente, permitindo que Gabriel entre, mas também eliminando a única barreira que mantinha os zumbis do lado de fora. O grupo utiliza o buraco que Gabriel anteriormente escapou para sair da igreja, e fecha as portas da frente, prendendo os zumbis no interior do edifício. Naquele momento, Abraham Ford (Michael Cudlitz) retorna para a igreja no caminhão de bombeiros, acompanhado por Glenn (Steven Yeun), Tara Chambler (Alanna Masterson), Rosita Espinosa (Christian Serratos), Eugene Porter (Josh McDermitt) e Maggie Greene (Lauren Cohan). Maggie informa a Michonne que Eugene é uma mentira, e Michonne informa que Beth está viva e que o restante do grupo foi em sua busca. O grupo decide, então, ir para Atlanta para encontrar-se com Rick.
Em Atlanta, Rick encontra-se com um outro par de oficiais que patrulham, e propõe a troca de prisioneiros entre os dois grupos. O grupo de Rick, então, encontra Dawn Lener e seus oficiais no hospital, para fazer a troca de reféns. Rick troca Oficial Licari por Carol - que está numa cadeira de rodas - e Oficial Shepherd por Beth. No entanto, ao ver Noah, Dawn Lener acrescenta uma nova condição para a formalização do acordo: exige que Noah permaneça no hospital, argumentando que seus oficiais foram mortos enquanto lhe procuravam. Rick e Beth estão relutantes em deixar Noah, mas Noah decide voltar ao hospital para evitar um confronto. Beth, então, confronta Dawn Lener, dizendo que ela já consegue compreender o que acontece ali, e então apunhala Daw Lener no ombro com um par de tesouras cirúrgicas escondidas no gesso em seu braço. Dawn Lener, reflexivamente, dispara sua arma, atingindo Beth na cabeça e matando-a instantaneamente. Daryl Dixon (Norman Reedus) se perturba e reage em seguida, atirando e matando Dawn Lener. Ambos os grupos acabam em um impasse, mas Shepherd garante o desarmamento dos oficiais. Dr. Edwards propõe que Rick e seu grupo fiquem no hospital, mas Rick imediatamente recusa a oferta. Em vez disso, Rick diz que qualquer pessoa no hospital que queira deixar o local pode partir com ele, mas só Noah aceita o convite. Quando Rick e seu grupo saem do hospital, eles se encontram com os outros em seu grupo. Maggie fica histérica ao ver Daryl carregando o corpo de Beth.
Em uma cena pós-créditos, Morgan (Lennie James) continua a seguir as marcas dos sobreviventes de Terminus, chegando à escola e, mais tarde, à igreja. Quando ele deixa ofertas no altar, ele encontra o mapa para Washington D.C deixado por Abraham para Rick, incluindo a nota escrita, e fica chocado ao descobrir que ele está seguindo a trilha de Rick.

## Recepção
O episódio recebeu críticas mistas dos críticos, embora a maior parte da atenção foi para a morte de Beth Greene. Matt Fowler, do IGN, fez uma avaliação bastante moderada do episódio, dizendo que, embora a morte de Beth fosse previsível, ela "sentia como um grande momento e é sempre doloroso ver outros personagens reagindo à morte de seus entes queridos. Eu gostava de Beth, mas eu ainda me senti mal com a morte dela porque Daryl e Maggie (que parecia ter ser lembrado esta semana de Beth) se sentiram mal com isso." Fowler, em última instância, deu ao episódio uma nota de 7,6 para 10.